# Supercopa de España 2024
La Supercopa de España 2024 è stata la quarantesima edizione della Supercoppa di Spagna e si è svolta tra il 10 e il 14 gennaio 2024 in Arabia Saudita, allo stadio dell'Università Re Sa'ud di Riad.
Il torneo è stato vinto dal Real Madrid, al tredicesimo successo nella manifestazione, dopo aver battuto per 4-1 il Barcellona.

## Formato
Si tratta della quinta edizione con il nuovo formato, che prevede quattro partecipanti: la vincitrice della Coppa del Re 2022-2023 e della Primera División 2022-2023, la finalista della coppa nazionale e la squadra classificatasi seconda in campionato. In caso di coincidenze, accede alla Supercoppa la squadra meglio posizionata in Liga che non è finalista della Coppa del Re. Le squadre si affrontano in semifinale e finale a gara unica, per un totale di tre partite. Il nuovo formato prevede che la squadra campione della Coppa del Re affronti la squadra seconda classificata in campionato, e che la squadra campione di Spagna affronti la finalista della Coppa del Re.
Poiché in quest'edizione il Real Madrid è sia campione della Coppa del Re che secondo classificato in campionato, l'Atlético Madrid, terzo classificato in campionato, accede alla Supercoppa. Si è quindi provveduto a un sorteggio per definire gli accoppiamenti.

## Squadre partecipanti
|  | Real Madrid     |  | Vincitore della Coppa del Re 2022-2023 e secondo classificato della Primera División 2022-2023 |
|  | Barcellona      |  | Vincitore della Primera División 2022-2023                                                     |
|  | Osasuna         |  | Finalista della Coppa del Re 2022-2023                                                         |
|  | Atlético Madrid |  | Terzo classificato della Primera División 2022-2023                                            |

## Risultati

### Tabellone
|  | Semifinali        | Semifinali        | Semifinali |            |             | Finale      | Finale | Finale |  |
|  |                   |                   |            |            |             |             |        |        |  |
|  | Real Madrid (dts) | Real Madrid (dts) | 5          |            |             |             |        |        |  |
|  | Real Madrid (dts) | Real Madrid (dts) | 5          |            |             |             |        |        |  |
|  | Atlético Madrid   | Atlético Madrid   | 3          |            |             |             |        |        |  |
|  | Atlético Madrid   | Atlético Madrid   | 3          |            | Real Madrid | Real Madrid | 4      |        |  |
|  |                   |                   |            |            | Real Madrid | Real Madrid | 4      |        |  |
|  |                   |                   | Barcellona | Barcellona | 1           |             |        |        |  |
|  | Barcellona        | Barcellona        | Barcellona | Barcellona | 1           | 2           |        |        |  |
|  | Barcellona        | Barcellona        |            |            |             |             |        |        |  |
|  | Osasuna           | Osasuna           | 0          |            |             |             |        |        |  |

### Semifinali
| Arbitro: | Alberola Rojas |

|                                                            |           |                                             |
| Rüdiger 20’ Mendy 29’ Carvajal 85’ Joselu 115’ Díaz 120+2’ | Marcatori | 6’ Hermoso 37’ Griezmann 78’ (aut.) Rüdiger |

| Arbitro: | Muñiz Ruiz |

|                             |           |  |
| Lewandowski 59’ Yamal 90+3’ | Marcatori |  |

### Finale
| Arbitro: | Martínez Munuera |

|                                          |           |                 |
| Vinícius 7’, 10’, 39’ (rig.) Rodrygo 64’ | Marcatori | 33’ Lewandowski |

| Real Madrid | Barcellona |

| P               | 13 | Andriy Lunin        |     |     |
| D               | 2  | Daniel Carvajal     |     |     |
| D               | 22 | Antonio Rüdiger     | 62’ |     |
| D               | 6  | Nacho               |     |     |
| D               | 23 | Ferland Mendy       |     |     |
| C               | 15 | Federico Valverde   |     | 86’ |
| C               | 18 | Aurélien Tchouaméni |     |     |
| C               | 8  | Toni Kroos          |     | 82’ |
| C               | 5  | Jude Bellingham     | 43’ | 86’ |
| A               | 11 | Rodrygo             |     | 77’ |
| A               | 7  | Vinícius Júnior     |     | 82’ |
| A disposizione: |    |                     |     |     |
| P               | 25 | Kepa Arrizabalaga   |     |     |
| D               | 20 | Fran García         |     |     |
| D               | 36 | Vinicius Tobias     |     |     |
| C               | 10 | Luka Modrić         |     | 82’ |
| C               | 12 | Eduardo Camavinga   |     | 82’ |
| C               | 19 | Dani Ceballos       |     | 86’ |
| C               | 24 | Arda Güler          |     |     |
| C               | 28 | Mario Martín        |     |     |
| C               | 32 | Nico Paz            |     |     |
| A               | 14 | Joselu              |     | 86’ |
| A               | 21 | Brahim Díaz         |     | 77’ |
| Allenatore:     |    |                     |     |     |
| Carlo Ancelotti |    |                     |     |     |

| P               | 13 | Iñaki Peña          |          |     |
| D               | 23 | Jules Koundé        |          |     |
| D               | 4  | Ronald Araújo       | 37’, 71’ |     |
| D               | 15 | Andreas Christensen |          |     |
| D               | 3  | Alejandro Balde     |          |     |
| C               | 20 | Sergi Roberto       | 40’      | 61’ |
| C               | 22 | İlkay Gündoğan      |          |     |
| C               | 21 | Frenkie de Jong     |          |     |
| A               | 8  | Pedri               |          | 61’ |
| A               | 9  | Robert Lewandowski  |          |     |
| A               | 7  | Ferran Torres       |          | 61’ |
| A disposizione: |    |                     |          |     |
| P               | 26 | Ander Astralaga     |          |     |
| P               | 31 | Diego Kochen        |          |     |
| D               | 33 | Pau Cubarsí         |          |     |
| D               | 39 | Héctor Fort         |          |     |
| C               | 18 | Oriol Romeu         |          |     |
| C               | 30 | Marc Casadó         |          |     |
| C               | 32 | Fermín López        |          | 61’ |
| A               | 14 | João Félix          |          | 61’ |
| A               | 19 | Vitor Roque         |          |     |
| A               | 27 | Lamine Yamal        |          | 61’ |
| A               | 38 | Marc Guiu           |          |     |
| Allenatore:     |    |                     |          |     |
| Xavi            |    |                     |          |     |